# Іжболдіно
Іжбо́лдіно (рос. Ижболдино, башк. Ишбулды) — село у складі Янаульського району Башкортостану, Росія. Адміністративний центр Іжболдінської сільської ради.
Населення — 348 осіб (2010; 322 у 2002).
Національний склад:
- башкири — 50 %
- татари — 39 %